# Zeebo Extreme Boia Cross
Zeebo Extreme Bóia Cross é um jogo eletrônico da série Zeebo Extreme exclusivo do console Zeebo. O jogo foi lançado em 21 de dezembro de 2009.
O jogo foi lançado custando 1490 Z-Credits(o equivalente a R$14,90), mas no dia 19 de Março de 2010, o preço abaixou para 990 Z-Credits(o equivalente a R$9,90), devido a uma promoção feita pela Tectoy.

## Fases
As locações se tratam de cidades próprio Brasil. São elas:
- Santo André (São Paulo)

Dificuldade: Fácil
- Bonito (Mato Grosso do Sul)

Dificuldade: Média
- Caverna do Diabo (São Paulo)

Dificuldade: Difícil

## Curiosidades
- O jogo é considerado um dos melhores gráficos do console Zeebo.
- A Fase de Santo André se assemelha muito com um rio poluído por esgotos jorrando de canos.
- O jogo ganhou seu espaço na Z-Wheel apenas 4 meses após seu lançamento. Uma semana após do jogo ganhar seu espaço foram lançado mais 5 jogos para o console.